# Culicoides turgidus
Culicoides turgidus är en tvåvingeart som beskrevs av Nibedita Sen och Gupta 1959. Culicoides turgidus ingår i släktet Culicoides och familjen svidknott. Inga underarter finns listade i Catalogue of Life.